# Charmes, Allier
Charmes là một xã ở tỉnh Allier thuộc miền trung nước Pháp.